# Mongólia a 2006. évi téli olimpiai játékokon
Mongólia az olaszországi Torinóban megrendezett 2006. évi téli olimpiai játékok egyik részt vevő nemzete volt. Az országot az olimpián 1 sportágban 2 sportoló képviselte, akik érmet nem szereztek.

## Sífutás
Férfi
| Versenyző                 | Versenyszám | Eredmény | Helyezés |
| ------------------------- | ----------- | -------- | -------- |
| Khash Erdene Khurelbaatar | 15 km       | 48:47,2  | 85.      |

Női
| Versenyző               | Versenyszám | Eredmény | Helyezés |
| ----------------------- | ----------- | -------- | -------- |
| Ochirsuren Erdene Ochir | 10 km       | 36:40,1  | 68.      |